# Stanisław Windakiewicz
Stanisław Windakiewicz (ur. 24 listopada 1863 w Drohobyczu, zm. 9 kwietnia 1943 w Krakowie) – polski naukowiec, historyk literatury polskiej, znawca dawnego piśmiennictwa polskiego. 

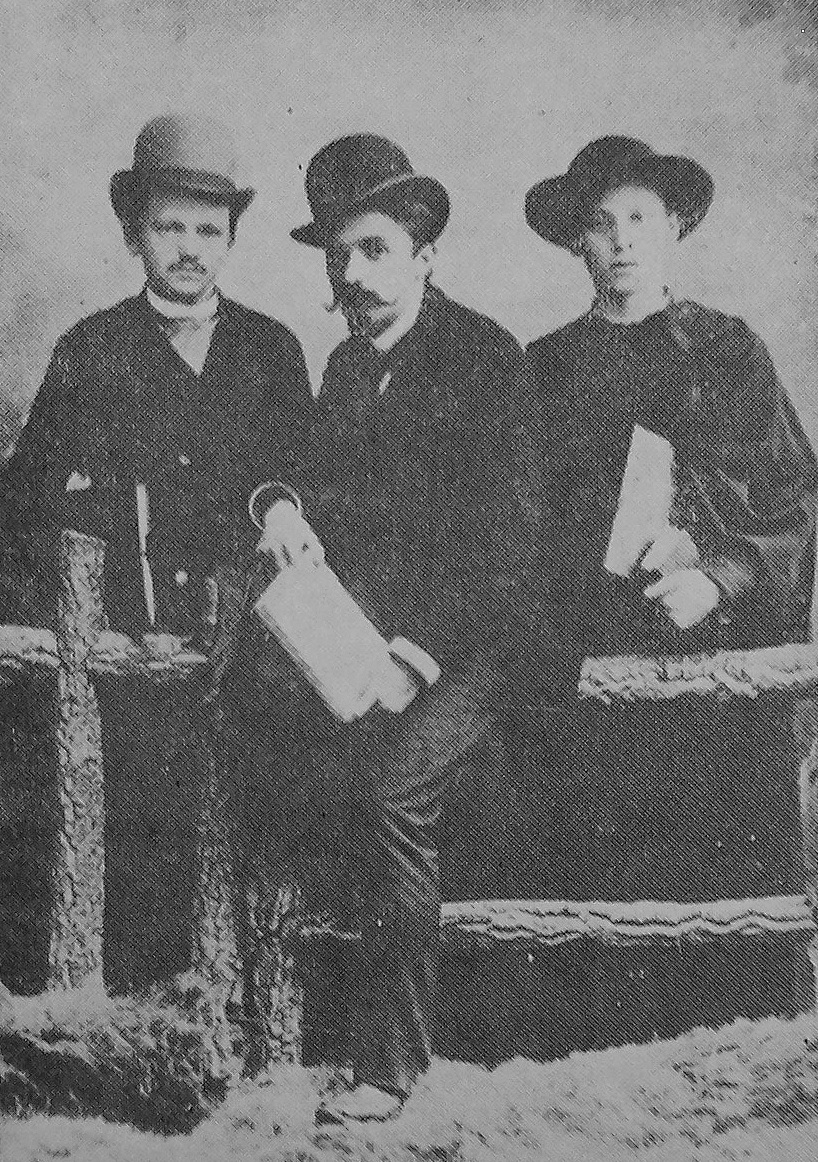
Od lewej: Witold Rubczyński, Stanisław Windakiewicz, ks. Jan Nepomucen Fijałek (Rzym, 1888)

## Życiorys
Urodził się 24 listopada 1863 w Drohobyczu, w rodzinie Wiktora i Stefanii z Herbstów. Był bratem Mieczysława. W latach 1875–1882 uczęszczał do Gimnazjum św. Anny w Krakowie. Od 1882 studiował na Wydziale Filozoficznym Uniwersytetu Jagiellońskiego (w 1887 obronił doktorat). W 1884 założył Bractwo Akademickie Filaretów w Krakowie.  Studia uzupełnił na uniwersytetach w Monachium, Berlinie, Paryżu i Rzymie. Pracował w archiwum watykańskim. Profesor historii literatury polskiej na Uniwersytecie Jagiellońskim (od 1903 profesor nadzwyczajny, od 1911 profesor zwyczajny, od 1938 profesor honorowy). Był członkiem Polskiej Akademii Umiejętności (członek korespondent od 1914, wówczas jeszcze Akademii Umiejętności, członek czynny od 1919) i Towarzystwa Naukowego Warszawskiego (członek rzeczywisty od 1919, członek zwyczajny od 1929).
Od 24 października 1891 był mężem Heleny z Rogalskich (1868–1956).
Został pochowany na cmentarzu Rakowickim w Krakowie (kwatera BA-zach-po lewej Żakeja).

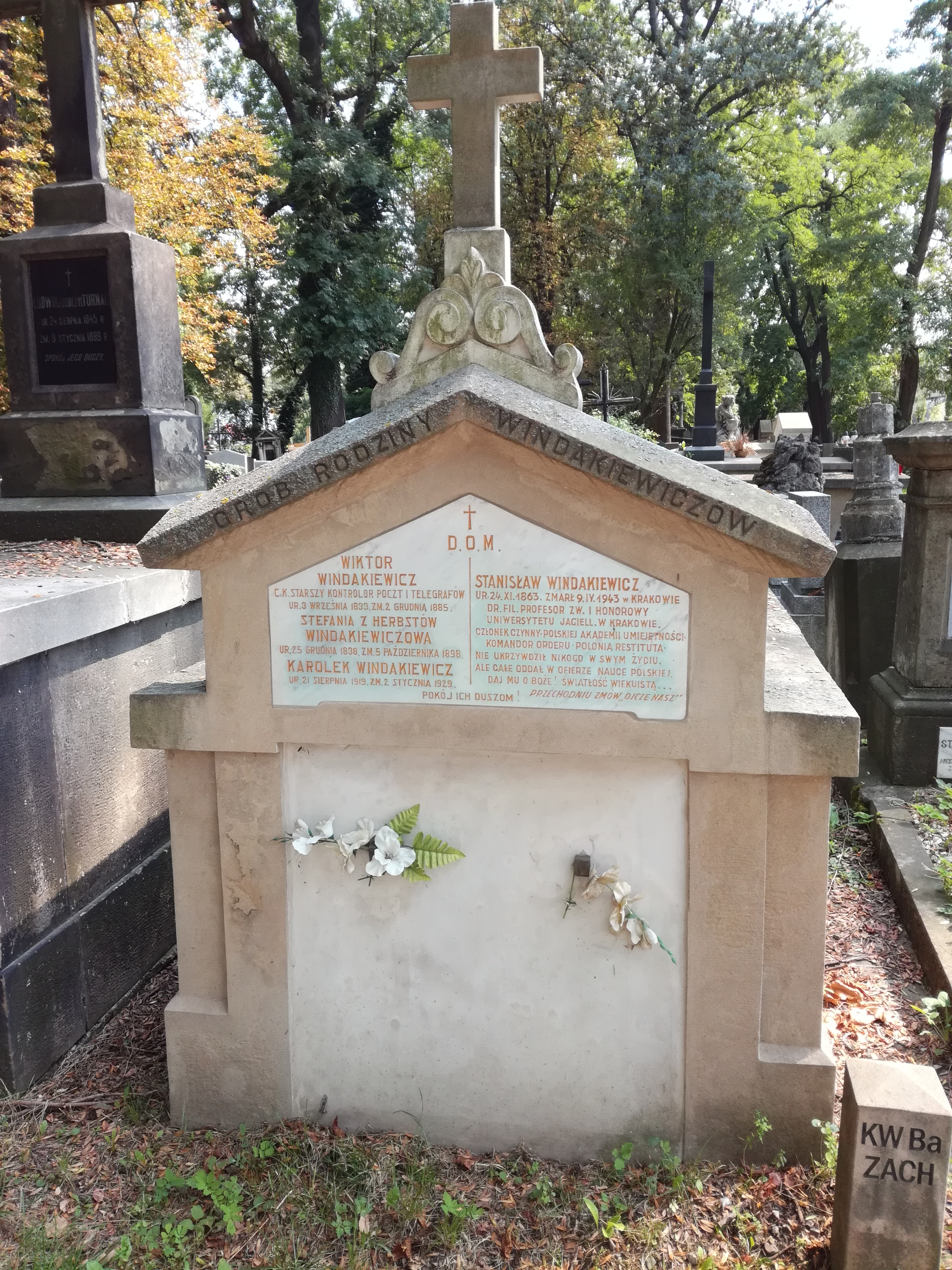
Grób prof. Stanisława Windakiewicza na cmentarzu Rakowickim

## Ordery i odznaczenia
- Krzyż Komandorski Orderu Odrodzenia Polski (11 listopada 1936)[5]

## Publikacje
- Nieznane szczegóły o rodzinie Kochanowskich, zebrane z akt ziemskich radomskich i konsystorskich krakowskich (1885)
- Wyprawa naukowa do Rzymu. Kampania z roku 1887/8 (1888)
- Padwa (1891)
- Mikołaj Rej (1895)
- Teatr ludowy w dawnej Polsce (1902)
- Pieśni i dumy rycerskie („Pamiętnik Literacki”, 1904)
- Pieśni i erotyki popularne z XVII w. („Lud” t. 10, 1904)
- Badania źródłowe nad twórczością Słowackiego (1910)
- Walter Scott i lord Byron w odniesieniu do polskiej poezyi romantycznej (1914)
- Prolegomena do „Pana Tadeusza” (1918)
- Teatr polski przed powstaniem sceny narodowej (1921)
- Polacy w Padwie (1922)
- Piotr Skarga (1925)
- Dzieje Wawelu (1925)
- Jan Kochanowski (1930)
- Jan Czeczot (1934)
- Adam Mickiewicz (1935)
- Romantyzm w Polsce (1937)
- Poezja ziemiańska (1938)
- Epika polska (1939)